# Meizu MX4
Meizu MX4 — смартфон от китайской компании Meizu, представленный 2 сентября 2014 года и выпущенный 20 сентября 2014 года в Китае и 22 сентября 2014 года в Гонконге.

## Ubuntu Edition
В марте 2015 Canonical представила версию Meizu MX4, работающую под управлением операционной системы Ubuntu Touch. Эта версия поступила в продажу в Китае 27 мая 2015 с последующим доступом в Европу. По состоянию на 25 июня 2015 Meizu MX4 Ubuntu Edition был доступен для покупки через систему инвайтов (приглашений) на официальном английском сайте Meizu для Европы. Он стал вторым после BQ Aquaris E4.5 коммерческим смартфоном, доступным с этой операционной системой.

## Характеристики и функции
- 5.36" 1152 x 1920px IPS LCD дисплей с плотностью 418ppi
- Flyme OS 5 основанная на Android 5.1
- Восьмиядерный процессор MediaTek MT6595, 4 ядра Cortex-A17 по 2,2 ГГц и 4 ядра Cortex-A7 по 1,7 ГГц
- 20.7 мегапиксельная камера с сенсором Sony с двухцветной LED вспышкой, запись видео 2160p@30fps
- 2-х мегапиксельная фронтальная камера с записью видео 1080p@30fps
- 2 Гб оперативной памяти
- 16 ГБ или 32 ГБ встроенной памяти
- Технология активного шумоподавления при помощи второго микрофона
- Поддержка Wi-Fi 802.11ac
- Батарея ёмкостью 3,100mAh
- Блокировка/разблокировка экрана без необходимости нажатия на высоко расположенную кнопку питания